# 육진팔광
육진팔광(六眞八匡)은 효민공(孝敏公) 석문(石門) 이경직(李景稷)의 증손 북곡(北谷) 이진유(李眞儒)가 영조 6년(1730년) 고령의 나이에 문초(고문)로 옥사(사망)하자 일제히 벼슬을 버리고 강화도(江華島)로 들어가 살아갈 터를 잡은 후, 출사(出仕)를 단념하고 오로지 학문에만 힘썼던 그 후손들을 말한다.

## 개요
유학(儒學)의 일파인 양명학(陽明學)을 수학하여 학문적으로 강화학파(江華學派)를 구성하고, 정치적으로 소위(所爲) 소론(少論)이라는 정치집단에 참여하여 숙종(1674~1720), 경종(1720~1724), 영조(1724~1776), 정조(1776~1800)때 노론(老論)의 패권주의, 부정부패에 대항하여 활약한 14 혹은 15 명의 관료 정치인이면서 동시에 지식인(知識人)들을 일컫는다. 시기적으로 노론(老論)이 득세하던 시기에 정치적 탄압으로 인해 유배 등으로 삶을 마감하였으나 그 후손들은 외유내양(外儒內陽)하며 강화학파를 계승하여 조선후기 정치사상가(특히 소론계열), 실학자, 항일(독립)운동가, 민족학자, 국문학자 등에게 중차대한 영향을 끼쳤다.
육진팔광(六眞八匡)이란 조선 2대왕 정종의 열째 왕자 덕천군(德泉君)의 후손중에
- 육진(六眞)은 진(眞)자(字) 항렬, 9 대손 의 6 혹은 7 명과
- 팔광(八匡)은 광(匡)자(字) 항렬, 10 대손의 8 명을 가리킨다.

즉, 효민공(孝敏公) 석문(石門) 이경직(李景稷) 후손 중에서
- 육진(六眞)은
  - 이만성(李晩成) 가문에서 이조참판 북곡(北谷) 이진유(李眞儒),
  - 이대성(李大成) 가문에서 예조판서 각리(角里) 이진검(李眞儉), 시직, 헌납 서천(西泉) 이진급(李眞伋),
  - 이덕성(李德成) 가문에서 전라감사 하서(荷西) 이진순(李眞淳), 황해감사 서간(西澗) 이진수(李眞洙),
  - 이집성(李集成) 가문에서 고령(70세)에 당상관에 오른 희안(希顔) 이진경(李眞卿) 등을
- 팔광(八匡)은
  - 이구성(李九成) 가문에서 공조참판 우헌(愚軒) 이광세(李匡世),
  - 이관성(李觀成) 가문에서 도승지 이광보(李匡輔),
  - 이대성(李大成) 가문에서 중옹(中翁) 이광찬(李匡贊), 학자스타 원교(圓嶠) 이광사(李匡師),
  - 이덕성(李德成) 가문에서 사림 제1인자 월암(月巖) 이광려(李匡呂)

등이 해당되며, 

또한, 문충공(文忠公) 백헌(白軒) 이경석(李景奭) 후손 중에서
- 육진(六眞)은
  - 이우성(李羽成) 가문에서 대제학 도운(陶雲) 이진망(李眞望)과,
- 팔광(八匡)은
  - 이우성(李羽成) 가문에서 대제학 관양(冠陽) 이광덕(李匡德), 지평 철면자(鐵面子) 이광의(李匡誼),
  - 이하성(李廈成) 가문에서 세자시강원 필선(弼善)[깨진 링크(과거 내용 찾기)] 청안(清安) 이광도(李匡度)

등을 일컫는다. 서적에 따라 다를수 있다.

## 주요 저작
- 《우곡일기(愚谷日記, 우곡 이유간)》 10권, 《동추공일기(同樞公日記, 우곡 이유간)》
- 《석문공유고(石門公遺稿, 석문 이경직)》
- 《백헌집(白軒集, 백헌 이경석)》 49卷[4](문서, documents) 21冊[5](책, books)
- 《참판공집(參判公集, 이후영)》
- 《소학서문(小學序文, 반곡 이덕성)》 - 어제소학서(御製小學序, 숙종)
- 《시직공유묵(侍直公遺墨, 이진원)》
- 《농수수문록(農叟隨聞錄, 농수 이문정)》 - 노론의 입장에서 쓴 노론4대신의 기록.
- 《신임일기(辛壬日記, 농수 이문정)》
- 《속사미인곡(續思美人曲, 북곡 이진유)》 장편 가사
- 《도운공유집(陶雲公遺集, 도운 이진망)》 2책
- 《관양집(冠陽集, 관양 이광덕)》 19권 4책
- 《이쥬풍속통(夷州風俗通, 이광명)》 - 언문으로 작성, 갑산의 지리와 풍속(風俗), 국문학사의 중요자료.
- 《증 참의공 적소시가(贈 參議公 謫所詩歌, 이광명)》 가사1편, 시조3수 - 북찬가(北竄歌, 영조31 (1755) 년)
- 《원교집(圓嶠集, 원교 이광사)》 10권 4책
  - 《동국악부(東國樂府)》 가사30편,  시문, 《두남집(斗南集)》, 《수북집(壽北集)》
  - 《오음정서(五音正序)》, 《원교서결(圓嶠書訣)》
- 《군방보(群芳譜, 월암 이광려)》 - 한성에 고구마 종자 보급.
- 《리참봉집(李參奉集, 월암 이광려)》 4권 2책
- 《선고집(先藁集, 항재 이광신)》 3권 - "의왕주문답(擬王朱問答)", "변도보리기설(辨道甫理氣說)", "빙탄록(氷炭錄)", "여양중변주리기설(與襄仲辨朱理氣說)", "정하곡 학문설(論 鄭霞谷 學問說)" 등이 수록.
- 《중옹유고(中翁遺稿, 중옹 이광찬)》, 《평두남(評斗南, 중옹 이광찬)》 - 두남(斗南)은 원교 이광사의 호(號)
- 《선부군언행유사(先府君 言行 遺事, 이양익)》
- 기타등등

## 같이 보기
- 덕천군파
- 반곡(盤谷) 이덕성가 문적(李德成家 文籍), 부산박물관 소장, 부산시 유형문화재 제84호
  - 조선 후기 선비 반곡공 이덕성 가문의 유물 9종 12책의 고서와 67매의 고문서 등 79점
- 반곡(盤谷) 이덕성(李德成)의 초상(肖像) 보관됨 2014-08-06 - 웨이백 머신, 부산박물관 소장, 보물 1501호
- 원교(圓嶠) 이광사(李匡師)의 초상(肖像), 국립중앙박물관 소장, 보물 1486호
- 경재(耕齋) 이건승(李建昇)의 초상(肖像)
- 난곡(蘭谷) 이건방(李建芳)의 가족사진 (1925년)

- 강화학파 (江華學派)
- 강화학파 육대계승 (六代繼承), 약 250 여 년간.
- 영재(寧齋) 이건창(李建昌)의 생가, 명미당(明美堂), 북위 37° 36′ 59″ 동경 126° 27′ 24″ / 북위 37.61639°  동경 126.45667°
- 한국고전종합 데이터베이스(DB)